# Школа за основно музичко образовање Источно Ново Сарајево
ЈУ Школа за основно музичко образовање је основна музичка школа на подручју општине Источно Ново Сарајево. Налази се у Улици Драже Михајловића 38 у Лукавици.

## Историјат
Данашња школа за основно музичко образовање налази се у насељу Лукавица. Основана je 1974. као подручно одјељење Музичке школе „Др Војислав Вучковић“ (данас „Младен Позајић“) у Сарајеву. Истурена одјељења на Илиџи и у Храсници радила су у просторијама основних школа, и то само у вечерњим часовима, због недостатка простора. На одсјецима за клавир, виолину, гитару и хармонику школовало се око 250 ученика, те седамдесетак у припремном разреду. Велики број ученика условио је оснивање самосталне музичке школе 1976. под данашњим називом, са сједиштем на Илиџи. Школа је 1990. имала одсјеке за клавир, гитару, хармонику, гудаче, флауту, трубу, кларинет и соло пјевање. Због Одбрамбено-отаџбинског рата 1992–1995. и близине линије фронта, школа је 1992. прекинула рад, али школске 1993/1994, упркос ратним дејствима, поново га покренула. Потписивањем Дејтонског мировног споразума, школска зграда је остала ван граница Републике Српске, тако да се школа преселила у Српско Ново Сарајево, у једну од зграда бивше касарне „Славиша Вајнер Чича“, гдје се и данас налази (2019). Године 1996. имала је 46 ученика и четири наставника. На Палама је 1997. основано подручно одјељење школе, са 22 ученика, на одсјецима за клавир, хармонику и гитару. Било је смјештено у Средњошколском центру до 2015, када се преселило у нове просторије у саставу Спортско-пословне дворане "Пеки". Од првог до шестог разреда, на одсјецима за клавир, хармонику, гитару и виолину, тада се школовало око 100 ученика. Школу за основно музичко образовање 2018/2019. похађало је 386 ученика са простора Источног Сарајева и мањи број ученика Kантона Сарајево, на шест одсјека (клавир, виолина гитара, флаута, хармоника и соло пјевање). Школа је 2008. добила Плакету Општине Источно Ново Сарајево.